# Nemopalpus dampfianus
Nemopalpus dampfianus är en tvåvingeart som beskrevs av Alexander 1940. Nemopalpus dampfianus ingår i släktet Nemopalpus och familjen fjärilsmyggor. Inga underarter finns listade i Catalogue of Life.